# Stefanos Dedas
Stefanos Dedas (Kilkís, Macedonia Central, Grecia, 10 de mayo de 1982) es un entrenador griego de baloncesto. Actualmente dirige al AEK de la A1 Ethniki.

## Trayectoria
Comenzó su carrera en los banquillos con tan solo 19 años, formando parte del cuerpo técnico del PAOK B. C. de la A1 Ethniki, en el que estuvo desde 2001 a 2004. En 2004, se convirtió en el entrenador asistente de MENT BC, y más tarde esa temporada, se convirtió en el entrenador primer entrenador del MENT BC.
En la temporada 2005–2006, se convirtió en el entrenador asistente de Jure Zdovc en las filas del Iraklis. 
De 2007 a 2009, fue primer entrenador de OFI Creta. También fue entrenador asistente del club griego Aris B. C. y del club ruso del B. C. Spartak Saint Petersburg, de 2009 a 2011, y de 2011 a 2013, respectivamente.
En 2013, volvió a ser entrenador asistente de Jure Zdovc en las filas del Royal Hali Gaziantep B. B. de la Basketbol Süper Lima. Tras la marcha de Zdovc al AEK en 2015, se convirtió en primer entrenador del equipo turco.
En 2017, se convierte en entrenador del Bahçeşehir Koleji S. K. de la Basketbol Süper Ligi, al que dirige durante dos temporadas.
El 22 de diciembre de 2019, fue nombrado entrenador del Hapoel Holon de la Ligat Winner, al que dirigió durante dos temporadas.
Después de dos años exitosos con Hapoel Holon, el 29 de junio de 2021, regresó a Grecia y firmó un contrato de dos años con el AEK de la A1 Ethniki.

## Internacional
En 2009, fue nombrado asistente de la selección absoluta de baloncesto de Eslovenia. Eslovenia ocupó el cuarto lugar en el FIBA Eurobasket 2009. En 2014, volvió a trabajar con la selección eslovena, nuevamente como entrenador asistente de Jure Zdovc.

## Clubes
- 2001–2004: PAOK (Asistente)
- 2004–2005: M.E.N.T. B.C.
- 2005–2006: Iraklis (Asistente)
- 2006–2007: Rethymno (Asistente)
- 2007-2009: OFI Crete B.C.
- 2009: Selección de baloncesto de Eslovenia (Asistente)
- 2009-2011: Aris (Asistente)
- 2011-2013: Spartak Saint Petersburg (Asistente)
- 2013-2015: Gaziantep (Asistente)
- 2014-2016: Selección de baloncesto de Eslovenia (Asistente)
- 2015–2017: Gaziantep
- 2017–2019: Bahçeşehir Koleji
- 2019-2021: Hapoel Holon
- 2021-Actualidad: AEK